# Tommy Oar
Thomas Michael "Tommy" Oar (Southport, Queensland, 1991. december 10. –) ausztrál válogatott labdarúgó, jelenleg a Macarthur játékosa.

## Statisztika

### Góljai a válogatottban
|    | Időpont          | Helyszín                              | Ellenfél     | Gólok | Eredmény | Kiírás                                     |
| -- | ---------------- | ------------------------------------- | ------------ | ----- | -------- | ------------------------------------------ |
| 1. | 2013. június 4.  | Szaitama Stadion, Szaitama, Japán     | Japán        | 1–0   | 1–0      | 2014-es világbajnokság-selejtező           |
| 2  | 2015. június 17. | Spartak Stadium, Biskek, Kirgizisztán | Kirgizisztán | 2–0   | 2–1      | 2018-as labdarúgó-világbajnokság-selejtező |

## Sikerei, díjai

### Klub
- APÓEl
  - Ciprusi bajnok: 2017–18

### Válogatott
- Ausztrália
  - Ázsia-kupa: 2015